# Эльмоснино, Эрик
Эри́к Эльмоснино́ (фр. Éric Elmosnino, род. 2 мая 1964) — французский актёр и музыкант, лауреат премии «Сезар» 2011 года за лучшую мужскую роль в фильме «Генсбур. Любовь хулигана».

## Биография
Его отец, марокканский еврей, был индустриальным дизайнером в группе Thales; мать происходила из Эльзаса.

## Фильмография
- ‘’Если б я была мужчиной’’ (2017) в роли Мерлена
- Семейство Белье (2014)
- Генсбур. Любовь хулигана в роли Сержа Генсбура (2010)
- Le père de mes enfants as Serge (2009)
- Intrusions as François (2008)
- L'heure d'été as Le commissaire de police (2008)
- La vie d'artiste as L’ex d’Alice (2007)
- Actrices as Raymond (2007)
- Gentille as Marco, le destin (2005)
- L'oeil de l'autre as Jérôme (2005)
- Vert paradis as Serge (2003)
- Zéro défaut as Jérémie (2003)

## Награды и номинации
- 2003 — Премия международного кинофестиваля в Баньер-де-Люшон в номинации «Лучший актёр» — роль Себастьена в телефильме «Знаки любви»[1]
- 2010 — Премия «Золотой Сван» кинофестиваля в Кабуре в номинации «Лучший актёр» — роль Сержа Генсбура в фильме «Генсбур. Любовь хулигана»[2]
- 2010 — Премия жюри кинофестиваля Трайбека лучшему актёру игрового кино — роль Сержа Генсбура в фильме «Генсбур. Любовь хулигана»[3]
- 2011 — Премия «Сезар» за лучшую мужскую роль — роль Сержа Генсбура в фильме «Генсбур. Любовь хулигана»[4]
- 2011 — Премия «Золотая звезда» (Франция) за роль Сержа Генсбура в фильме «Генсбур. Любовь хулигана»[5]:
  - в номинации «Лучшаяя мужская роль»
  - в номинации «Лучшая откровенная мужская роль»
- 2011 — Номинация на премию «Хрустальный глобус» за лучшую мужскую роль — роль Сержа Генсбура в фильме «Генсбур. Любовь хулигана»[6]
- 2011 — Номинация на Приз Патрика Девара[7]
- 2015 — Номинация на премию «Сезар» за лучшую мужскую роль второго плана — роль Фабьена Томассона в фильме «Семейство Белье»[8]
- 2015 — Номинация на Приз Патрика Девара[9]
- 2017 — Номинация на «премию Международного кинофестиваля в Сеуле» в категории «Лучший актёр» — роль Винсента в телефильме «Box 27»[10]